# Pripjaťský říční nákladní přístav
Pripjaťský říční nákladní přístav (ukrajinsky Прип'ятський вантажний порт, rusky Припятский речной грузовой порт) je opuštěný nákladní přístav, který se nachází východně od města Pripjať na břehu Janovského zálivu řeky Pripjať. V přístavu jsou 4 portálové jeřáby. Nákladní přístav měl zajistit stavbu pátého a šestého bloku Černobylské jaderné elektrárny a další výstavbu města. Přístav byl ještě krátce po havárii využíván pro záchranné práce na 4. reaktoru. Asi po roce byl provoz v přístavu definitivně ukončen.

## Zajímavosti
Prostředí bylo využito ve hře „S.T.A.L.K.E.R.: Call of Pripyat“, kde je součástí herní lokace Zaton.